# نادي القضاة (مصر)
نادي القضاة يقع في قلب مدينة القاهرة، ولعب دورا سياسيا بارزا مؤخرا.

## الموقع
يتقاطع أمام مدخله شارع عبد الخالق ثروت مع شارع شامبليون، ويجاوره من الشرق دار القضاء العالي مقر محكمة النقض المصرية ومحكمة استئناف القاهرة ومكتب النائب العام، ومن الشمال مقر نقابة الصحفيين، ومن بعدها مقر نقابة المحامين.
والكائنه في ميدان الإسعاف ويبعد عن ميدان التحرير حوالى 700 متر

## التاريخ
الأرض المقام عليها النادي مهداة من الحكومة في عام 1943 مع منحة قدرها عشرة آلاف جنيه مساهمة منها في تكاليف البناء، وقد تم البناء في عام 1949 . وهو من طراز جميل فريد.
في العاشر من فبراير / شباط عام 1939 اجتمع ـ في مقر محكمة استئناف مصر – 59 من رجال القضاء والنيابة العامة، واتفقوا على تأسيس نادى القضاة، وحددوا هدفه بأنه ” لتوثيق رابطة الإخاء والتضامن وتسهيل سبل الاجتماع والتعارف بين جميع رجال القضاء الأهلى والمختلط ” وكان هدفهم الحقيقى إنشاء هذه الرابطة للعمل على استقلال القضاء تمهيداً لإلغاء المحاكم المختلطة، وقد ظهرت ثمار ذلك العمل بعد أربع سنوات عندما صدر في العام 1943 أول قانون لاستقلال القضاء.
وفي العام 1950 انتقل النادي إلى مقره الحالي.

## المقار التابعة
وللنادى مقار يقدم فيها أنشطته وخدماته الاجتماعية والترفيهية للقضاة وأسرهم:
1- النادى النهرى الذي يحتل موقعاً رائعاً على ضفة النيل الغربية بالجيزة.
2- النادى البحرى على كورنيش الإسكندرية.
3- نادى القناطر الخيرية.
4- نادى رأس البر. (تحت التأسيس).
كما يوجد خمسة وعشرون نادي في الأقاليم أكبرها وأقدمها نادى الإسكندرية الذي يرجع إلى عام 1946 .

## الهيكل التنظيمي
عضوية النادى اختيارية، ولكن الواقع أن جميع القضاة وأعضاء النيابة العامة أعضاء فيه وقد بلغ عددهم في أول يونيه / حزيران من العام الجارى 9557 عضواً، كما يتمتع بعضويته القضاة المتقاعدون بشرط عدم الاشتغال بمهنة أو عمل أخر مع سداد الاشتراك، وقد بلغ عددهم في التاريخ المذكور 260 عضواً، وتسمح اللائحة بصفة العضو المنتسب لمن ترك العمل بالقضاء للعمل بالتدريس في كليات الحقوق أو بمجلس الدولة أو بهيئة النيابة الإدارية أو بهيئة قضايا الدولة إذا طلب ذلك واستمر في سداد الاشتراك وقد بلغ عددهم 80 عضواً.
وتتألف الجمعية العامة للنادى من جميع الأعضاء العاملين والمتقاعدين.
أما مجلس الإدارة فيؤلف من خمسة عشر عضواً: خمسة عن قضاة النقض والاستئناف، منهم الرئيس ومنهم واحد عن المتقاعدين، وخمسة عن رؤساء وقضاة المحاكم الابتدائية، وخمسة عن أعضاء النيابة العامة، وجميعهم منتخبون من الجمعية العامة لمدة ثلاث سنوات، مع تجديد الثلث كل سنة.
ويؤلف مجلس الإدارة لجاناً من أعضائه ومن غيرهم لإدارة أنشطته المتعددة، والعمل في تلك اللجان وفي مجلس الإدارة تطوعى بغير أجر.

## الخدمات
يقدم النادى لأعضائه ولأسرهم العديد من الخدمات منها ـ السلع المعمرة والسيارات، وينظم رحلات الحج والعمرة والسياحة داخل البلاد وخارجها.
ويدير النادى مشروعا كبيراً لتوفير المراجع للقضاة بأسعار زهيدة، وتعاقد مع شركة متخصصة في البرمجيات القانونية على تزويد كل قاض بمكتبة إلكترونية للقوانين والسوابق القضائية، ويصدر مجلة فصلية تنشر الأحكام ذات المبادئ القانونية الجديدة أو تلك التي لها قيمة تاريخية والبحوث القانونية لرجال القضاء وأساتذة الجامعة، كما يصدر مجلة شهرية تتضمن أخبار النادى والقضاة ومقالات تحمل آراء القضاة وغيرهم في شئونهم وفي الشئون العامة، وهذه المجلة أداة جيدة للتواصل بين أعضاء النادى بعضهم ببعض وبينهم وبين ناديهم، كما أنها منبرهم الحر
وبالنادي صندوق تكافلي لإغاثة المرضى بحالات حرجة، ويقوم على اشتراكات شهرية من أعضائه وما يهدى إليه من تبرعات، ويديره مجلس الأمناء.
غير أن أهم أعمال النادي ومبرر وجوده منذ نشئته وحتى يومنا هذا: أنه مكان لمداولة القضاة في كل أمر يهمهم، ويجمع كلمتهم في تلك الأمور ويعلنها ويحملها إلى من بيده تحقيق مطالبهم، وسيجد القارئ فيما سيلى إن شاء الله من لمحة تاريخية أمثلة لبعض تلك الأعمال.